# Mário Ferreira Duarte
Mário Ferreira Duarte (Arcos, Anadia, 7 de Abril de 1869 — Aveiro, 9 de Dezembro de 1939) foi um desportista e dirigente desportivo português.

## Família
Filho de Júlio César Ferreira Duarte (Anadia, Moita, 27 de Agosto de 1840 - ?) e de sua mulher Carolina Maria da Conceição Simões de Pina (Anadia, Moita, 23 de Setembro de 1838 - ?). Nasceu a 7 e foi batizado a 18 de abril de 1869 na freguesia de Arcos, em Anadia, como filho natural de Carolina Pina, também conhecida como Carolina Maria da Conceição. Foi legitimado pelo casamento dos pais, ocorrido em Arcos, Anadia, a 19 de fevereiro de 1881.

## Biografia
Funcionário de Finanças e um dos mais completos desportistas que têm havido em Portugal, nasceu em Anadia (1869) passando a residir em Aveiro, após o casamento com uma baronesa local, aos 23 anos (1892). Tornou-se um “sportsman” praticante ecléctico que era conhecido por dominar vários desportos e conviver com a nobreza de Lisboa. Vencedor de provas em ciclismo, tiro, natação, hipismo, esgrima, ténis, remo e vela, também foi cavaleiro tauromáquico, jogou golfe e futebol. Capitaneou uma “célebre” equipa de Aveiro” do Ginásio Aveirense, fundado em 1893, que defrontou na cidade do Porto, no Campo Alegre, a poderosa equipa de futebol do Real Velo Clube, em 1897. No século XX, Mário Duarte foi convidado a chefiar, como dirigente, em 1913 (aos 44 anos) a delegação de futebol de Lisboa (AFL) que se deslocou ao Brasil e foi o principal impulsionador da fundação da Associação de Futebol de Aveiro (em 22 de Setembro de 1924). Patrocinou um clube local, com o seu nome, no sentido de promover o futebol entre a sociedade aveirense, face a outras localidades como Espinho, Ovar, Ílhavo, São João da Madeira ou Oliveira de Azeméis, por exemplo.
Introduziu, com Guilherme Pinto Basto, várias modalidades desportivas em Portugal, e deu o seu nome ao antigo Estádio Municipal de Aveiro do Sport Clube Beira Mar de Aveiro. Foi também notável dirigente desportivo e presidiu durante muitos anos ao Congresso da Federação Portuguesa de Futebol.

## Casamento e descendência
A 18 de Fevereiro de 1900, casou na igreja paroquial da Glória, em Aveiro, com Maria Teresa de Faria e Melo (Santa Isabel, Lisboa, 7 de Julho de 1871 — Aveiro, 3 de Novembro de 1929), 1.ª Baronesa da Recosta, da qual teve três filhos: 
- Mário de Faria e Melo Ferreira Duarte (Esgueira, Aveiro, 25 de Dezembro de 1900 — Pena, Lisboa, 24 de Maio de 1982)
- Carlos Júlio de Faria e Melo Ferreira Duarte (23 de Janeiro de 1904 - 1931)
- Francisco José de Faria e Melo Ferreira Duarte, casado com Maria Manuela Alegre, filha de Manuel Ribeiro Alegre e de sua mulher Margarida Camossa, pais de Manuel Alegre de Melo Duarte e Teresa Alegre Portugal.